# Ovocyrtusa atricornis
Ovocyrtusa atricornis – gatunek chrząszcza z rodziny grzybinkowatych i podrodziny Leiodinae.
Gatunek ten opisany został po raz pierwszy w 1985 roku przez Hermanna Daffnera na łamach „Acta Coleopterologica”. Epitet gatunkowy ocznacza po łacinie „czarnoroga”.
Chrząszcz osiągający od 1,8 do 2,6 mm długości ciała. Ubarwienie ma brązowoczarne z czarnymi lub przyciemnionymi buławkami czułków. Głowa cechuje się wyraźnie wykrojoną, dwupłatową wargą górną oraz obecnością czterech dużych punktów na ciemieniu. Punktowanie na pokrywach rozmieszczone jest w wyraźnych, silnie zakrzywionych rzędach. Grube i rozproszone  punktowanie na bokach zapiersia odróżnia ten gatunek od O. bipunctata, O. bicolor i O. thayeri. Odnóża mają na goleniach dużą liczbę silnych kolców. U obu płci stopy przedniej i środkowej pary mają pięć, a tylnej pary cztery człony. Genitalia samca charakteryzują się dłuższymi niż u O. newtoni, sięgającymi do ¾ długości płata środkowego edeagusa paramerami.
Owad neotropikalny, endemiczny dla Chile.